# 당감초등학교
당감초등학교(堂甘初等學校)는 대한민국 부산광역시 부산진구 당감1동 271에 있는 공립 초등학교이다.

## 학교 연혁
- 1952년 4월 1일: 개교
- 1952년 4월 1일: 초대 김치만 교장

## 같이 보기
- 당감초등학교 축구단